# Barahir (Heer van Ladros)
Barahir is een mens uit de denkbeeldige wereld van J.R.R. Tolkien. Hij komt voor in het boek De Silmarillion.

## Familie
Hij leefde in de Eerste Era en stamde uit het Huis van Bëor van de Edain. Hij was de tweede zoon van Bregor, Heer van Ladros. Zijn broers heetten Bregolas en Bregil. In 455, tijdens de Dagor Bragollach, stierf zijn oudere broer Bregolas, zodat Barahir Heer van Ladros werd.
Barahir trouwde met Emeldir, uit welk huwelijk Beren geboren werd, genoemd naar haar vader.
Barahir verwierf de vriendschap van de elfenkoning Finrod Felagund toen hij hem van de dood redde. Als teken van dank gaf Finrod hem een ring, die later bekend zou worden als de Ring van Barahir.

## Twaalf van Barahir
De Dagor Bragollach dwong Barahir om als balling te leven in de buurt van Tarn Aeluin in Dorthonion. Barahir verzamelde een aantal andere ballingen om zich heen. De zogenoemde Twaalf van Barahir werden berucht in hun strijd tegen Morgoth. De groep bestond uit de volgende mannen:
- Gorlim de Ongelukkige
- Gildor
- Belegund
- Baragund
- Urthel
- Dagnir
- Ragnor
- Rhadruin
- Dairuin
- Arthad
- Hathaldir
- Beren, zijn zoon

Het einde van het gezelschap kwam toen Gorlim zijn metgezellen verraadde, zodat ze gedood konden worden door de orks onder bevel van Sauron. Alleen Beren, die op verkenningstocht was, werd niet gedood. Toen hij zijn vader en zijn metgezellen vond begroef hij ze en achtervolgde hij de orks, die de Ring van Barahir meegenomen hadden als bewijs van zijn dood. Beren doodde de orks een voor een en nam de ring van zijn vader terug.
De Ring van Barahir is een erfstuk geworden dat tot en met de Vierde Era doorgegeven en tijdens de gebeurtenissen uit In de Ban van de Ring door Barahirs verre afstammeling Aragorn II gedragen werd.